# (37621) 1993 QT4
1993 كيو تي 4 (ويعرف أيضًا باسم (37621) 1993 كيو تي 4 وفق تسمية الكوكب الصغير) (بالإنجليزية: 1993 QT4)‏ هو كويكب ضمن حزام الكويكبات؛ وترتيبه 37621 من حيث الاكتشاف.
اكتُشف هذا الجُرم الفلكي بواسطة إيريك والتر إلست في 18 أغسطس 1993.

## وصلات خارجية
- (37621) 1993 QT4 في قاعدة بيانات مختبر الدفع النفاث لأجرام النظام الشمسي الصغيرة

- الاكتشاف · مخطط المدار ·  العناصر المدارية · المعلمات المادية

- (37621) 1993 QT4 على موقع ويكي سكاي: DSS2, SDSS, GALEX, IRAS, Hydrogen α, X-Ray, Astrophoto, Sky Map, Articles and images